# Shy (Manga)
Shy ist eine Mangaserie von Bukimi Miki, die seit 2019 in Japan erscheint und 2023 als Anime adaptiert wurde. Die Science-Fiction-Serie erzählt von einer Zukunft, in der jeder Staat seinen eigenen Superhelden hat. Jedoch mangelt es der Heldin von Japan, Shy, an Selbstvertrauen und sie braucht die Unterstützung der anderen Helden, um ihren Platz in der Welt zu finden.

## Inhalt
Die Erde wurde von immer mehr Kriegen und Verbrechen heimgesucht und ein Dritter Weltkrieg stand kurz bevor, als die Ankunft von Superhelden eine neue, friedlichere Zeit anbrechen ließ. Sie befriedeten die weltweiten Konflikte und bewältigen seither, je ein Held in einem Land, alltägliche wie auch größere Probleme. In Japan wurde ein 14-jähriges Mädchen zu dieser Heldin, die unter dem Namen Shy ihre Mitbürger retten will. Doch ihr mangelndes Selbstbewusstsein steht ihr immer wieder im Weg. Sie zweifelt, ob sie der Aufgabe gewachsen ist und nicht alles noch schlimmer machen würde. Die russische Heldin Spirits hat besonderen Gefallen an ihrer japanischen Kollegin gefunden und will ihr gern unter die Arme greifen, ist aber wenig hilfreich. Sie führt sie aber zumindest in die Raumstation, die den Helden als Rückzugsort dient, wo Shy Uni-Lord kennenlernt, die eine Art Leitfigur für die Helden ist. Außerdem steht Shy das kleine schwebende Wesen Ebio als Sidekick zur Seite.
Zuhause in Japan ist Shy im Alltag ein Schulmädchen namens Teru Momijiyama. Ihre Identität ist nicht öffentlich bekannt. Als sie bei einer Rettungsaktion nicht alle beschützen kann, zieht sich Shy für einige Zeit zurück. Doch dann kommt die Verletzte, die Schülerin Iko Koishikawa, ausgerechnet in Terus Klasse. Sie macht sich umso mehr Vorwürfe, auch wenn Iko Shy nicht beschuldigen will. Doch als ein Bösewicht das Herz des Mädchens manipuliert, greift sie Teru an. Shy kann sie ein zweites Mal retten und gewinnt nicht nur eine Freundin, sondern auch mehr Selbstvertrauen.

## Veröffentlichung
Zum Manga erschien im Magazin Shūkan Shōnen Champion zunächst ein einzelnes Kapitel am 12. Januar 2017. Die Serie startete dann am 1. August 2019 im gleichen Magazin. Der Verlag Akita Shoten brachte die Kapitel auch gesammelt in bisher 30 Bänden heraus (Stand August 2025). 
Eine deutsche Übersetzung von Lasse Christian Christiansen wird seit April 2021 von Kazé bzw. Crunchyroll in bisher 26 Bänden veröffentlicht (Stand August 2025). Eine französische Fassung erscheint bei Kana, eine englische bei Yen Press sowie eine spanische und eine italienische bei Planet Manga.

## Animeserie
Eine Umsetzung der Geschichte als Anime-Serie für das japanische Fernsehen entstand bei Studio Eight Bit. Hauptautor war Yasuhiro Nakanishi und Regie führte Masaomi Andō. Für das Charakterdesign waren Akihiro Sueda und Risa Takai verantwortlich, für die künstlerische Leitung Kazuto Shimoyama. Die Tonarbeiten leitete Takatoshi Hamano, die Computeranimationen Fūma Aizawa und für die Kameraführung war Masashi Uoyama zuständig.
Der Anime wurde im März 2023 erstmals angekündigt. Die zwölf Folgen mit je 23 Minuten Laufzeit wurden vom 3. Oktober bis 19. Dezember 2023 von TV Tokyo gezeigt. Auf der Plattform Crunchyroll wurden sie parallel dazu international per Streaming veröffentlicht, unter anderem mit deutschen und englischen Untertiteln. Später folgten Synchronfassungen, darunter auch auf Deutsch. Im Dezember 2023 wurde für 2024 eine zweite Staffel angekündigt.

### Synchronsprecher
Die deutsche Synchronfassung entstand bei TNT Media unter der Regie von Daniela Molina. Die Dialogbücher schrieb Len Thönelt.
| Rolle                     | Japanische Stimme | Deutsche Stimme   |
| ------------------------- | ----------------- | ----------------- |
| Teru Momijiyama / Shy     | Shino Shimoji     | Emilia Raschewski |
| Pepesha Andrianov/Spirits | Mamiko Noto       | Ronja Peters      |
| Uni-Lord                  | Kikuko Inoue      | Andrea Cleven     |
| Iko Koishikawa            | Nao Tōyama        | Marie Hinze       |

### Musik
Die Musik der Serie komponierte Hinako Tsubakiyama. Das Vorspannlied ist Shiny Girl von MindaRyn und für den Abspann wurden folgende drei Lieder verwendet:
- Shiritai Kimochi von Shino Shimoji und Nao Tōyama
- Kimi Dake ga Hero von Nao Tōyama (Folge 4)
- Watashi no Aoi Sora ~As I Am~ von Shino Shimoji (Folge 5)